# Charlotte de Berry
Charlotte de Berry (Inglaterra, 1636-costa africana occidental, 1689) fue una supuesta capitana pirata de la segunda mitad del siglo XVII, aunque su historia se considera generalmente ficticia. Se cuenta que murió en la costa de África alrededor del verano de 1689, asesinada por un pirata de la época.

## Autenticidad
La primera referencia que nombra a Charlotte de Berry proviene del penny dreadful publicado por el editor Edward Lloyd en 1836 titulado Historia de los piratas. Lloyd era conocido por la producción de otras compilaciones similares de cuentos impactantes y sangrientos, a menudo plagios. No hay evidencia de la existencia de Berry en fuentes del siglo XVII, aunque muchos elementos de su historia tienen paralelos en literatura popular

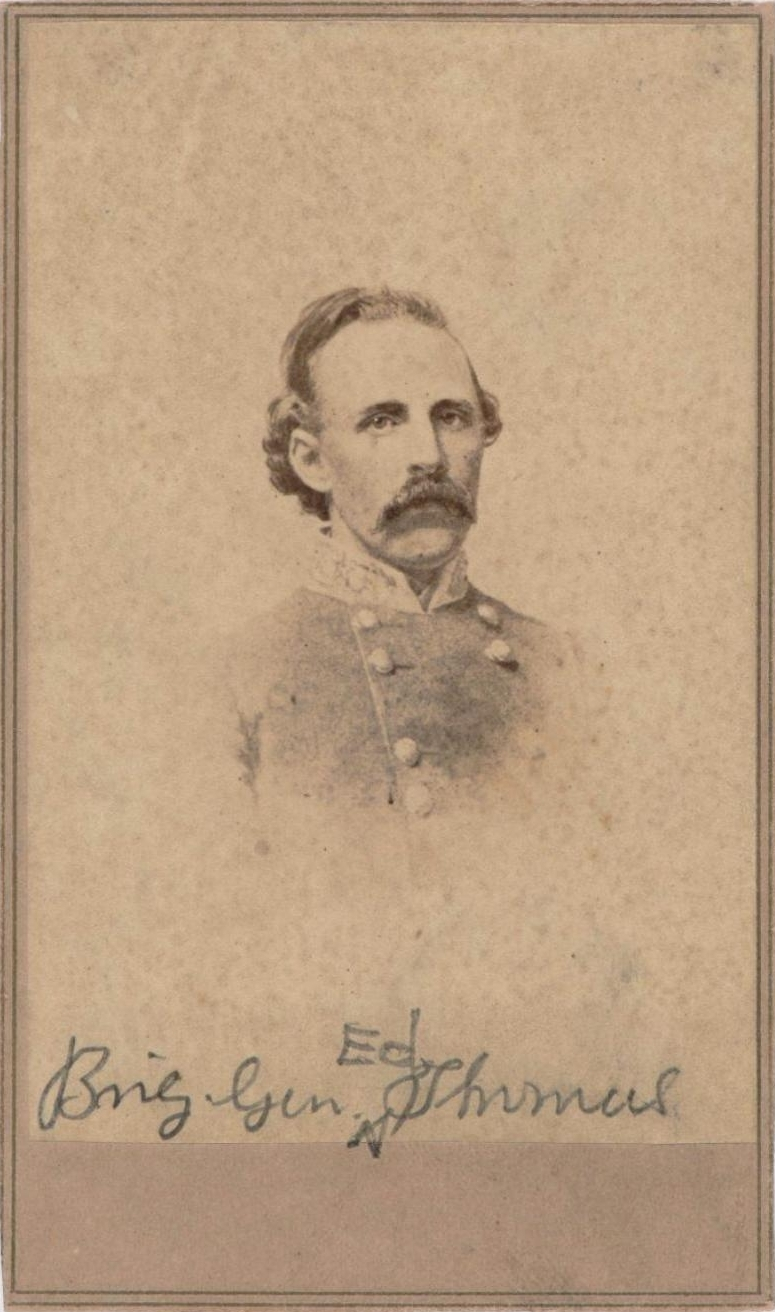
Edward Lloyd, editor que nombró por primera vez a Charlotte de Berry.

de autores como Marryat, Voltaire y Edward Bulwer-Lytton. Las menciones posteriores a 1836 siguen el original de Lloyd, a veces con ligeras variaciones.

## Historia
El relato decimonónico cuenta que se enamoró de un marinero ("Jack de la horca") cuando era adolescente, pero sus padres no aceptaban esa relación por lo que se acabó casando en secreto y se hizo a la mar junto a él. Como en aquella época no estaba bien visto que una mujer navegase, decidió disfrazarse de hombre -acción que también tuvieron que hacer las piratas reales Anne Bonny y Mary Read-, en este caso fingió ser el hermano de su esposo. Así logró luchar muchos años junto a él, hasta que su identidad fue descubierta por un oficial, no obstante se enamoró de ella y prometió no revelárselo a los demás, eso sí, mandó hacer a su marido los trabajos más duros con la esperanza de que muriera o la abandonara. Aun así, no sufrió peligro alguno gracias a que Charlotte lo ayudó.

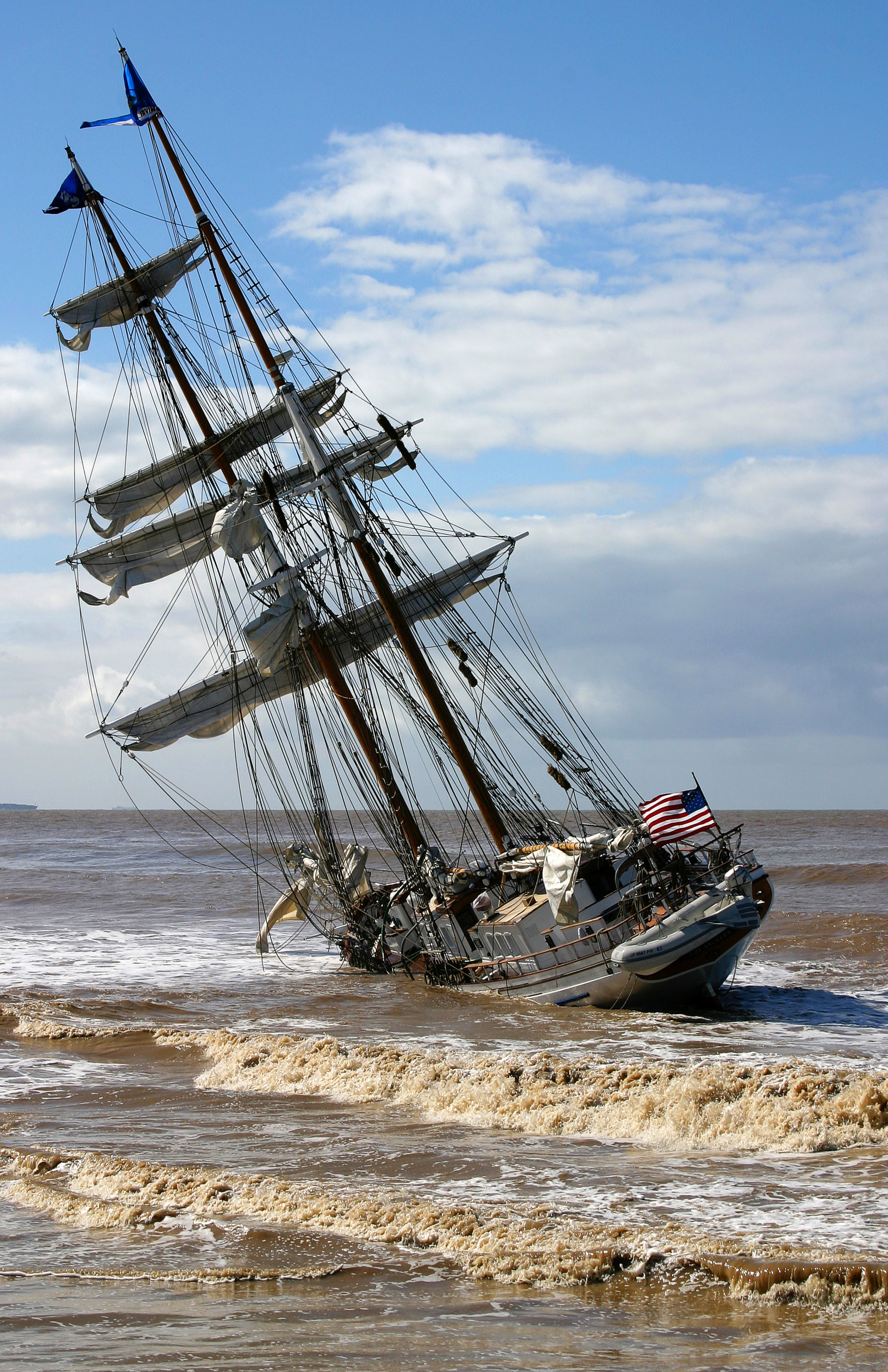
Réplica de un navío de época, encallada en 2005.

Con el tiempo el oficial se cansó de esperarla y acusó de motín al esposo, por lo que fue declarado culpable y lo castigaron con azotes, que acabarían con su vida. Entonces intentó entablar una relación con De Berry, quién se negó. Otra versión de la historia es que el oficial intentó mantener una relación con Charlotte y el marido la defendió, insultándolo y apartándolo, y por eso acabó mandándole azotar. Algunas versiones aseguran que acabó con la vida del oficial.
Al llegar al puerto más cercano decidió volver a vestirse de mujer y trabajó en el muelle. Unos meses después uno de los mercaderes se encaprichó con ella y la secuestró obligándola a casarse con él y llevándola en su barco de viaje por África. Para escapar de su nuevo marido, que era un tirano brutal y violador, Charlotte se ganó el respeto de la tripulación y los persuadió para hacer un motín. En venganza, ella decapitó al mercader y se convirtió en capitana del buque.
Tras años en la piratería se enamoró de un capitán español, con el que navegando naufragaron y él falleció. Los supervivientes fueron rescatados por un barco holandés que fue atacado por piratas. Charlotte luchó contra ellos pero perdió, para no ser prisionera decidió lanzarse al mar y así reunirse con su marido muerto.
Famosa es la frase de Charlotte: Long life and success to the gallant female pirate captain, Charlotte de Berry!
Algunos anotan su muerte en la costa de África, cuando un pirata muy importante en aquel entonces les abordó y la decapitó delante de la tripulación, no sin antes luchar y casi ganar. 